# Synegia maculosata
Synegia maculosata är en fjärilsart som beskrevs av W. Warren 1896. Synegia maculosata ingår i släktet Synegia och familjen mätare. Inga underarter finns listade i Catalogue of Life.